# Vůz Bee243 ČD
Vozy Bee243, číslované v intervalu 51 54 20-41, v 80. letech označené Bm, v 90. letech B, jsou řadou oddílových osobních vozů z vozového parku Českých drah. Všechny tyto vozy (883–890) pro tehdejší Československé státní dráhy vyrobil VEB Waggonbau Bautzen v roce 1985. Všech osm vozů připadlo po rozdělení Československa Českým drahám.

## Technické informace

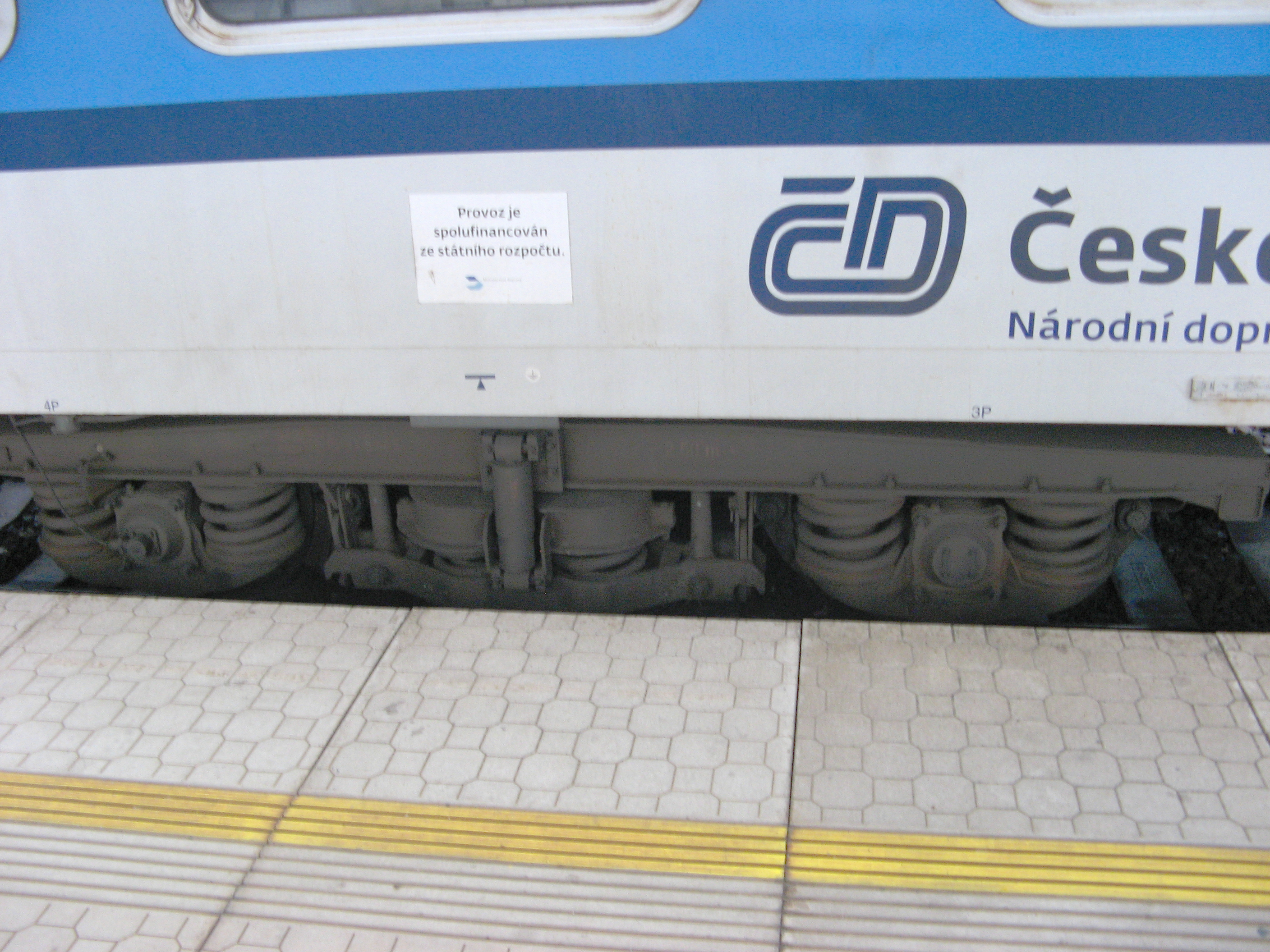
Podvozek Görlitz V bez nápravového generátoru

Jsou to neklimatizované vozy se skříní typu UIC-Y o délce 24 500 mm. Jejich nejvyšší povolená rychlost je 140 km/h. Jsou vybaveny podvozky Görlitz Va se špalíkovou brzdou.
Vnější nástupní dveře jsou zalamovací, vybavené centrálním zavíráním a blokováním za jízdy. Mezivozové přechodové dveře jsou manuálně posuvné do stran. Vozy mají polospouštěcí okna.
Ve vozech je deset oddílů. Původně byly v každém oddíle dvě čtyřmístné lavice potažené koženkou, celkem tedy v nich bylo 80 míst k sezení. V roce 2003 byly lavice přečalouněny látkovým potahem a počet míst k sezení v oddíle byl administrativně snížen na šest, celková kapacita tedy klesla na 60 míst k sezení. V současné době jsou lavice potaženy korporátním potahem od studia Najbrt.
Tyto vozy vznikly tak, že posledních osm vozů typu B bylo již z výroby osazeno centrálním zdrojem energie (CZE) namísto nápravového generátoru. Zajímavostí je, že vozy až do roku 2003 neměly v označení písmena ee. Provozní osvětlení vozů je zářivkové, vedlejší a nouzové žárovkové. Vozy mají teplovzdušné topení s automatickou regulací teploty. Teplotu v jednotlivých oddílech lze individuálně nastavit.
Původní nátěr byl tmavě zelený ve stylu Československých státních drah, později přes okna světle zelený a zbytek bílý, a nyní mají vozy korporátní lak ze studia Najbrt.

## Modernizace
V roce 2003 proběhla v KOS Krnov úprava těchto vozů pro mezistátní vlaky do Rakouska. Lavice byly přečalouněny látkovými potahy, byla odebrána prostřední loketní opěrka a počet míst v oddílu byl administrativně snížen z osmi na šest.
Od roku 2013 probíhala výměna původních lavic za samostatné sedačky, které byly získány z vozů BDhmsee448 při jejich modernizaci.

## Provoz
Vozy byly původně používané pro mezistátní rychlíky do Rakouska. Od GVD 2012/2013 již do Rakouska zajížděly pouze v případě mimořádností a od GVD 2013/14 již nebyly pravidelně řazeny, jezdily pouze jako náhrada za jiné řady nejen na rychlících a expresech, ale také na regionálních vlacích v Jihočeském kraji.
Vůz č. 883 byl v roce 2005 poničen a následně zrušen při požáru vlaku Ex 533 „Budvar“ mezi Prahou a Českými Budějovicemi.